# Tom (serie animata)
Tom è una serie animata prodotta dall'Unione europea di radiodiffusione, dalla Cromosoma e dalla Norma Editorial.

## Personaggi principali
- Tom, dinosauro gigante.
- Tip
- Wanda
- Sig.ra Hamilton
- Rupert
- Carter
- Miss Hatch
- Weedon